# Léon Gautier (militaire)
Ne doit pas être confondu avec Léon Gaultier.
Pour l'historien de la littérature, voir Léon Gautier.
Pour les articles homonymes, voir Gautier.
Léon Gautier est un militaire français, né le 27 octobre 1922 à Rennes et mort le 3 juillet 2023 à Caen. Fusilier marin des Forces françaises libres, il est le tout dernier à mourir parmi les 177 Français du 1er bataillon de fusiliers marins commandos sous les ordres de Philippe Kieffer ayant participé au débarquement de Normandie, lors de la Seconde Guerre mondiale.

## Biographie

### Enfance et engagement militaire
Léon Charles Alexandre Gautier naît le 27 octobre 1922 à Rennes,. Apprenti carrossier au début de la Seconde Guerre mondiale,, il s'engage à dix-sept ans dans la Marine nationale en février 1940 car c'est la seule armée qui pouvait l'accepter à son âge. En juin 1940, il participe à des missions de défense du port de Cherbourg et de la ville de Carentan, notamment comme apprenti canonnier sur le cuirassé Courbet.
Son entourage garde de lui le souvenir d'un homme farouchement opposé aux Allemands, notamment à la suite de la perte de proches durant la Première Guerre mondiale.

### Enrôlement dans la France libre
Venant du Courbet à Portsmouth, il apprend en voyage à Liverpool l'existence par la radio de la France libre basée à Londres. Il décide de la rejoindre en juillet 1940 et participe au défilé du 14 juillet à Londres en présence du général de Gaulle et de George VI.
Il réalise des missions dans l'océan Atlantique sur le Gallois avant d'être affecté sur le sous-marin Surcouf,.

### 1erbataillon de fusiliers marins commandos et débarquement de Normandie

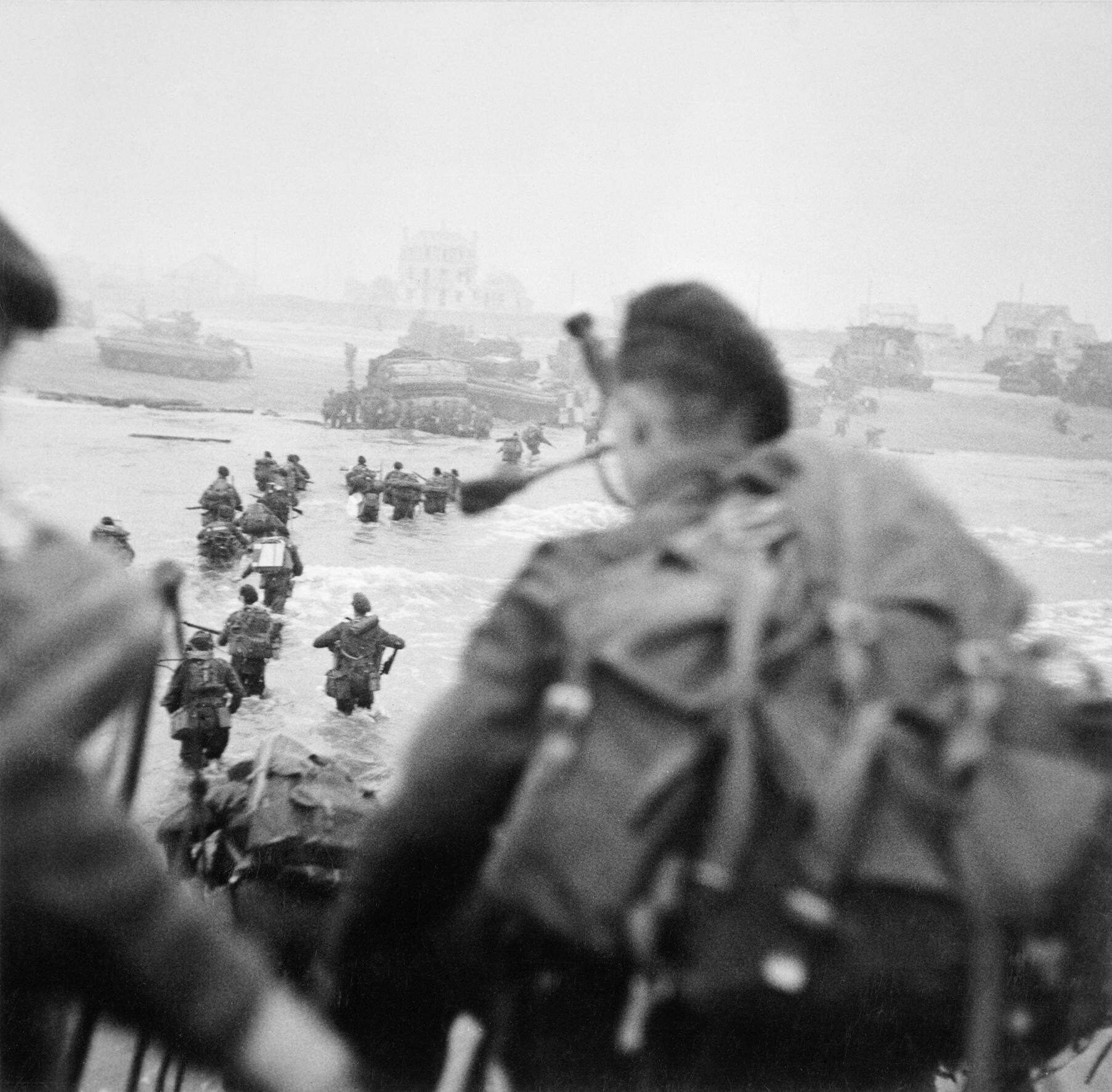
Débarquement de troupes britanniques dans le secteur Sword. Bill Millin (premier plan) et Lord Lovat (à droite dans la colonne) sont visibles.

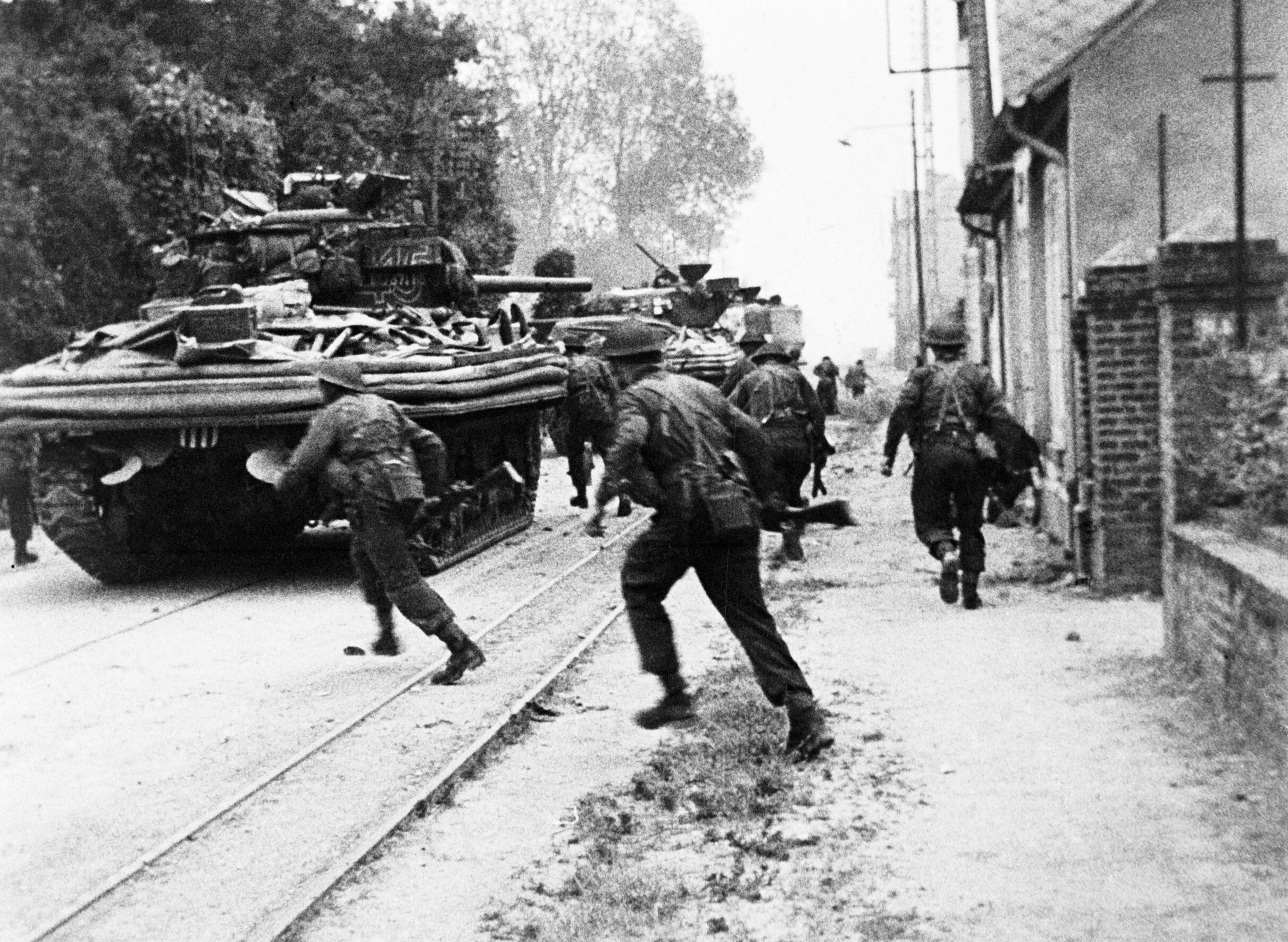
Avancée des troupes britanniques avec un char DD (Hobart's Funnies).

En 1943, il est volontaire pour intégrer un des commandos de Philippe Kieffer et s'entraîne à Achnacarry en Écosse,.
Fin mai 1944 il est averti des préparatifs du débarquement de Normandie et le 6 juin, il débarque avec le No. 4 Commando à Colleville-sur-Orne (désormais Colleville-Montgomery) dans le secteur Sword avec pour objectifs initiaux de prendre le central téléphonique et le bunker  du « casino » de Ouistreham, puis le secteur de Pegasus Bridge. Léon Gautier, l'un des 177 membres du 1er bataillon de fusiliers marins commandos, participe à la totalité de la bataille de Normandie, soit 78 jours. Il ne participe pas aux combats aux Pays-Bas à cause d'une blessure à la cheville.

### Retour à la vie civile
Après la guerre, il est démobilisé et épouse Dorothy Banks, une Britannique du corps des transmissions rencontrée en Angleterre avec laquelle il s'était fiancé en 1943. Ils auront ensemble deux enfants.
Peu aidé par le gouvernement français et jalousé, il quitte l'armée et il reprend son travail de carrossier en Angleterre, puis en Afrique (Cameroun et Biafra) pour la Compagnie française de l'Afrique occidentale.
Il prend sa retraite comme expert automobile, après avoir repris ses études de droit dans l'Oise.

### Devoir de mémoire
Résidant à Ouistreham, à proximité de l'endroit où il a débarqué le 6 juin 1944, Léon Gautier gère jusqu'à sa mort le musée du No. 4 Commando et est président de l'Amicale des anciens du Commando Kieffer. Il s'attache notamment à raconter son vécu de marin de la France libre et entretenir le devoir de mémoire, notamment auprès de la jeunesse,.
Il entretient une amitié avec Johannes Börner, un ancien parachutiste allemand, également vétéran de la bataille de Normandie et installé à Ouistreham. Cette complicité est le sujet du livre Ennemis et frères : Du Jour J à aujourd'hui, au-delà de la guerre (2011) de Jean-Charles Stasi.
Lors des commémorations à l'occasion du 70e anniversaire du débarquement de Normandie, avec Börner, ils concluent symboliquement la cérémonie de Ouistreham,. Léon Gautier est également mis à l'honneur lors des commémorations du 75e anniversaire du débarquement et de la bataille de Normandie.
À compter du 17 avril 2021, date de la mort d'Hubert Faure, il devient le dernier membre du N4 commando encore en vie.

### Mort
Léon Gautier meurt le 3 juillet 2023, à l'âge de 100 ans, des suites d'une infection pulmonaire, quelques jours après avoir été hospitalisé à Caen. Une cérémonie d'honneurs militaires a lieu à Ouistreham le 7 juillet 2023, présidée par le président de la République, Emmanuel Macron, lequel salue « la légende d'un homme ordinaire devenant héros ». Léon Gautier est ensuite inhumé au cimetière de Ouistreham.

## Divers
Son petit-fils, Gérard Wille, est également dans les commandos marine,.
La promotion 2015-2016 de la Préparation militaire marine Kieffer porte son nom.
Léon Gautier prête son image pour l'application mobile « Soldat Léon » relatant son histoire,.
L'école élémentaire de Colleville-Montgomery, commune limitrophe de Ouistreham, appartenant également à la plage Sword Beach, où il a débarqué le 6 juin 1944, porte désormais son nom.
Il a une rue à son nom dans la ville d’Hyères-les-Palmiers (Var).
La promotion A2023-2024 des directeurs des services de greffe judiciaires (DSGJ) porte son nom
La Préparation militaire Marine (PMM) d'Arras porte son nom

## Décorations
Léon Gautier est récipiendaire des décorations suivantes, indiquées par ordre de préséance :
- Grand officier de la Légion d'honneur (décret du 31 décembre 2020)[21],[22]
- Médaille militaire
- Croix de guerre 1939–1945, palme de bronze (2 citations, dont 1 à l'ordre de l'armée)
- Médaille de la Résistance française (11 mars 1947)[23]
- Chevalier de l'ordre des Palmes académiques
- Croix du combattant volontaire de la guerre de 1939–1945
- Croix du combattant volontaire de la Résistance
- Croix du combattant
- Médaille commémorative des services volontaires dans la France libre
- Ordre de l'Empire britannique à titre militaire (Royaume-Uni), remis en février 2010[24]
- Médaille de l'Office national des anciens combattants et victimes de guerre

### Documentaire
- Les Français du jour J (2014) de Cédric Condon. Première diffusion du documentaire en France, sur France 3 le 26 mai 2014.